# Paramesoceras novoguineense
Paramesoceras novoguineense is een hooiwagen uit de familie Podoctidae. De originele naamcombinatie (protoniem) is Paramesoceras novoguineensis Roewer, 1915. De soortnaam is bijgewerkt naar de latere formatie, Paramesoceras novoguineense Roewer, 1915 per Kury et al. 2020.